# Anton Kreuzer (Publizist)

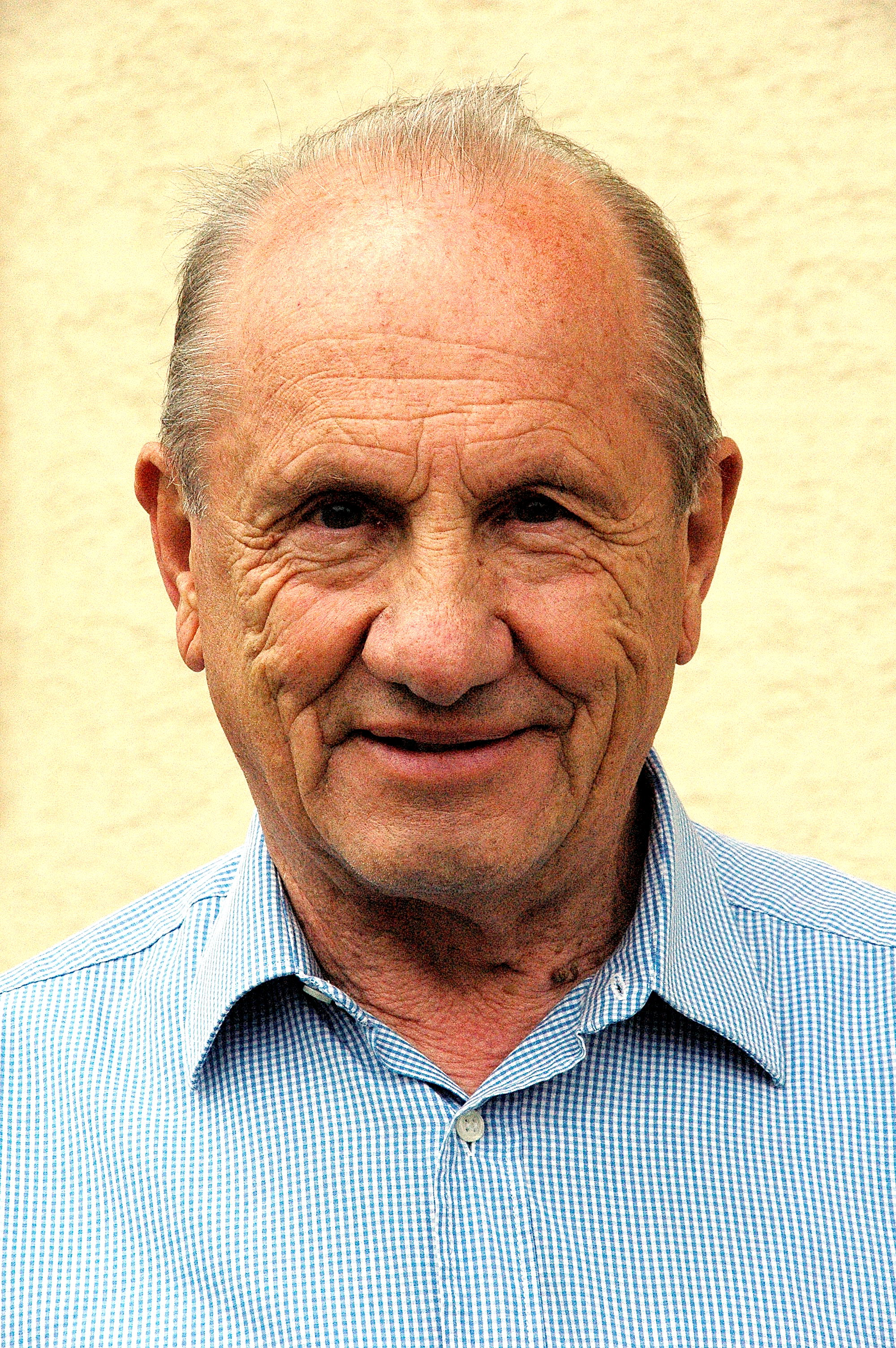
Anton Kreuzer 2006

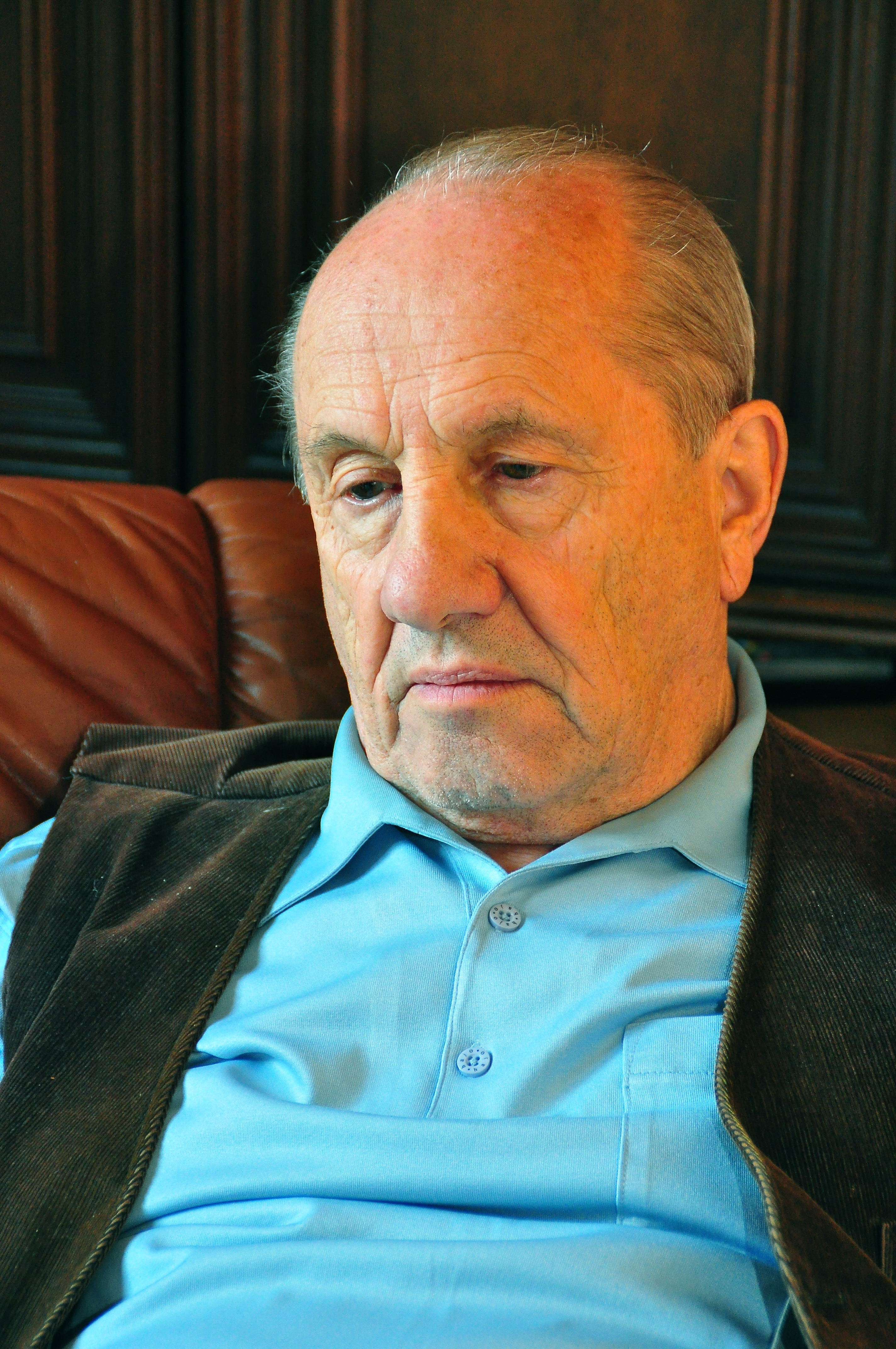
Anton Kreuzer 2008

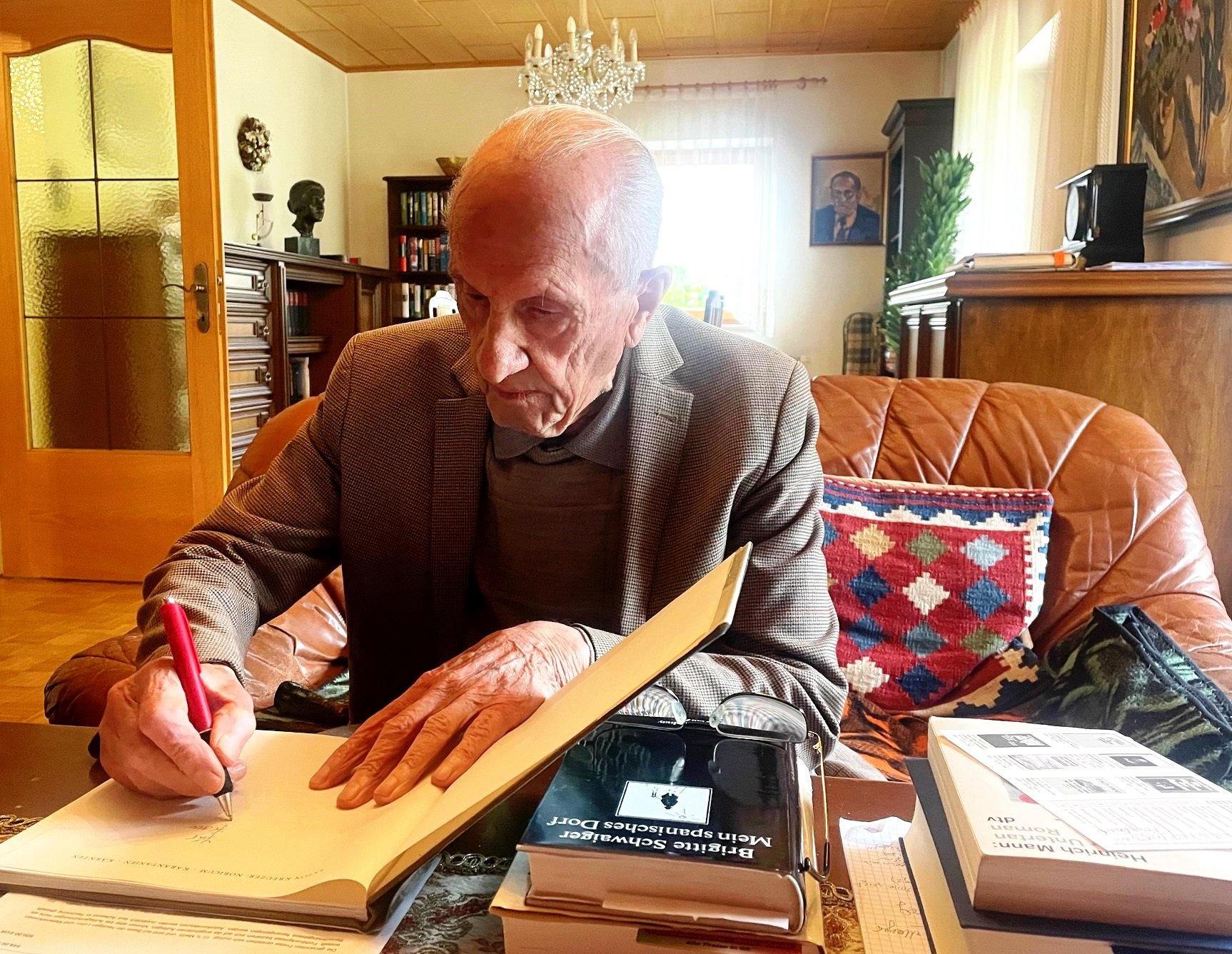
Anton Kreuzer April 2025

Anton Kreuzer (* 14. Juni 1932 in Unterpreitenegg; † 26. Juli 2025 in Klagenfurt) war ein österreichischer Publizist.

## Leben
Anton Kreuzer war gebürtiger Lavanttaler, entstammte sowohl väterlicher- wie mütterlicherseits einem Bergbauerngeschlecht, kam 1932 in Unterpreitenegg beim vulgo Marcher (Elternhaus der Mutter) auf die Welt und wuchs in einer kinderreichen Familie im Auerlinggraben in bescheidenen Verhältnissen auf. Die Mittelschulzeit verbrachte er als Zögling des bischöflichen Knabenseminars Marianum auf Schloss Tanzenberg, wohin er im Nachkriegsjahr 1946 als bereits Schulentlassener gekommen war, dort das humanistische Gymnasium besuchte und 1954 die Matura ablegte. Ins Berufsleben tretend wählte er den Verwaltungsdienst bei einer Bundesbehörde in Klagenfurt. Die Stadt sollte fürderhin der Rahmen seines Lebens bleiben.
Nach einer zwanzigjährigen Beamtenlaufbahn erfolgte 1975 der berufliche Wechsel in die Privatwirtschaft: Kreuzer übernahm die Leitung eines Buchverlags. Sein Interesse erschöpfte sich jedoch nicht in der verlegerischen Arbeit, zu deren Schwerpunkten die Herausgabe einer mehrbändigen Dokumentation über den Nationalsozialismus in Kärnten zählte, sondern erstreckte sich auch auf eigene schriftstellerische Tätigkeit.
Als Autor machte er sich mit einer Geschichte der Uhr am Handgelenk, dem Standardwerk über die Armbanduhren der Schweizer Omega, und einer 13 Bände umfassenden Kärntner Landesbiographie mit rund 2500 Einzelporträts aus zehn Jahrhunderten einen Namen. In seinen zahlreichen lokalhistorischen Publikationen und Beiträgen in verschiedenen Medien war er stets bemüht, die Geschichte selbst zum Reden zu bringen. Auf diese Weise wusste er in der Bevölkerung die Kenntnis um die Landesgeschichte zu erweitern und das Interesse für Volks- und Heimatkunde zu steigern. Zu den öffentlichen Ehrungen und Auszeichnungen, die ihm für seine schöpferischen Leistungen zuteilwurden, gehören das Große Ehrenzeichen des Landes Kärnten (1999) und der durch den Bundespräsidenten verliehene Berufstitel Professor (2005).

## Publikationen (Auswahl)
- Die Uhr am Handgelenk. Klagenfurt 1982.
- Die Armbanduhr. Spezialitäten, Extravaganzen und technische Steckbriefe. Klagenfurt 1983.
- Faszinierende Welt der alten Armbanduhren. Klagenfurt 1985.
- Omega-Uhren. Kaleidoskop einer bekannten Schweizer Marke. Klagenfurt 1990, ISBN 978-3-85378-354-2.
- Patek Philippe. Klagenfurt 1991.
- Schweizer Marken. Klagenfurt 1991.
- mit Gibert A. Joseph: Rolex. Klagenfurt 1991.
- Vacheron & Constantin. Klagenfurt 1992.
- Kärntner Biographische Skizzen. Kreuzer Buch, Kärntner Druck- und Verlagsgesellschaft, Klagenfurt 1995

1. 11.-20. Jahrhundert. 1995, ISBN 3-85391-195-1.
2. 20. Jahrhundert. 1995, ISBN 3-85391-128-5.

- Die Schuchzentrale. Bilder einer Jugend. Kreuzer Buch, Klagenfurt 2006.
- Welzenegg und die Pischeldorfer Straße. Vom Bauernland zur Wohngegend. Kreuzer Buch, Klagenfurt 2008.
- Lendorf und die Feldkirchner Straße. Der weite Weg nach Klagenfurt. Kreuzer Buch, Klagenfurt 2008 (zusammen mit Johann Jaritz).
- Annabichl und die St. Veiter Straße. Klagenfurts IX. Stadtbezirk. Kreuzer Buch, Klagenfurt 2009 (zusammen mit Johann Jaritz).
- Preitenegg anno dazumal, ein historisches Kaleidoskop. Kreuzer Buch, Klagenfurt 2012.
- Mein Leben im Rückblick., Kreuzer Buch, Klagenfurt 2025.